# Opactwo terytorialne Montecassino
Opactwo terytorialne Montecassino – benedyktyńskie opactwo terytorialne Kościoła rzymskokatolickiego we Włoszech, a ściślej w Lacjum, działające wokół klasztoru benedyktynów na Monte Cassino. Opactwo zostało ustanowione w VI wieku. Należy do metropolii rzymskiej. 
23 października 2014 papież Franciszek wydzielił z opactwa 53 parafie i włączył je w skład diecezji Sora-Cassino-Aquino-Pontecorvo. Jednocześnie papież nie zezwolił benedyktynom z klasztoru Monte Cassino na wybór własnego opata i ustanowił opatem pochodzącego z zewnątrz Donato Ogliari. Od tego momentu pod jurysdykcją opata znajduje się jedynie klasztor oraz zakonnicy benedyktyńscy w nim przebywający. Decyzja papieża była reakcją na defraudację i  zachowania homoseksualne, których dopuścił się opat Pietro Vittorelli.